# Le Châtellier
Le Châtellier é uma comuna francesa na região administrativa da Bretanha, no departamento Ille-et-Vilaine. Estende-se por uma área de 13,43 km². Em 2010 a comuna tinha 441 habitantes (densidade: 32,8 hab./km²).